# Tutta la verità (film 2006)
Tutta la verità (Long Lost Son) è un film per la televisione del 2006 diretto da Brian Trenchard-Smith.

## Trama
Kristen, constatando che il rapporto con il marito Quinn è tutt'altro che buono, decide di avviare la pratica di divorzio, cercando però di non esporre troppo il figlioletto Mark, di 4 anni. Il bambino deve passare la serata con il padre, con la passione per il mare, che sembra lo abbia portato a fare un giro in barca nonostante le previsioni non fossero buone: a causa di una tempesta, i due subiscono un incidente e vengono dati per dispersi. 14 anni dopo, Kristen si è risposata con Steve e non ha figli, portandosi dietro il dolore per Mark; una sera, dei coniugi da poco tornati dai Caraibi mostrano il loro video amatoriale girato durante un'escursione in barca. Kristen riconosce il (defunto) marito nel conducente e proprietario dello scafo; inoltre, le sembra di riconoscere anche il figlio, oramai di 18 anni. Inizia così a sospettare che l'incidente di molti anni prima sia stato solo una messa in scena da parte dell'uomo per evitare di perdere la custodia del bambino. La donna decide di mettersi subito sulle sue tracce, anche se ciò si rivela non essere privo di imprevisti.